# Arizona
Arizóna (angleško [erizóna], špansko [arisóna]) je ena od jugozahodnih zveznih držav ZDA. Je jugozahodni del četverne točke z Utahom na severozahodu, Koloradom na severovzhodu in Novo Mehiko na jugovzhodu, poleg njih pa meji še na Nevado na severozahodu, Kalifornijo na zahodu ter mehiški zvezni državi Sonora in Spodnja Kalifornija na jugu. Je 6. največja ameriška zvezna država po površini, in 14. po številu prebivalcev; po podatkih iz leta 2020 je v Arizoni živelo nekaj več kot sedem milijonov ljudi. Glavno in največje mesto je Phoenix.
Zgodovinsko je ozemlje sedanje Arizone kot del province Alta California spadalo pod Španski imperij, leta 1821 pa je pripadlo osamosvojeni Mehiki. Združene države Amerike so večino pridobile po zmagi v ameriško-mehiški vojni leta 1848, preostanek pa z odkupom.
Širše znana je zlasti po Velikem kanjonu reke Kolorado. Prebivalstvo je raznoliko; približno četrtina ozemlja pripada indijanskim rezervatom, od 1980. let pa je pomembno tudi priseljevanje Latinoameričanov z juga. Phoenix, Tucson in druga urbana središča so razvila obširna predmestja.